# Saint-Germain-de-l'Hommel
Saint-Germain-de-l’Hommel, jadis nommée aussi Saint-Germain-de-l’Hommeau, est une ancienne commune du département de la Mayenne, réunie en 1843 à la commune de Fromentières et, à présent, hameau de cette dernière.